# Das Todesauge von Ceylon
Das Todesauge von Ceylon ist ein deutsch-italienisch-französischer Abenteuerfilm aus dem Jahre 1963. Die Hauptrolle spielt der aus den Karl-May- und Tarzan-Filmen bekannte Schauspieler Lex Barker. In Österreich lief der Film unter dem Titel Das Geheimnis des goldenen Buddha.

## Handlung
Ein Erdbeben zerstört einen oberirdischen Tempel, in dessen unterirdischen Teilen ein wertvoller Schatz und das Testament des Maharadschas liegen. Die Lage des unterirdischen Teils ist unklar. Professor Ferlach wird eigens mit der Ausgrabung des verschütteten Tempels beauftragt. Sein Kollege Dr. Rinaldi, die Maharani und ihr Angestellter da Costa zeigen ein sehr großes Interesse an dem Tempel, in dem sich das Testament und ein kostbarer Rubin befinden sollen. 
Während der Ausgrabungen passieren mysteriöse Dinge. Unbekannte versuchen, sie zu behindern und schrecken auch vor Mord nicht zurück. Das mystische und sagenumwobene Todesauge dient ihnen dabei als Schreckenszeichen, mit dem sie ihre Taten ankündigen. Der Archäologe Prof. Ferlach bekommt Unterstützung von dem Tierfänger Larry Stone, der großen Gefallen an dessen Tochter Helga findet. Die Entdeckung des Tempels löst schließlich alle Geheimnisse auf.

## Kritik
„Abenteuerliches Unterhaltungskino, das bunt-oberflächliche Spannung sucht, aber lediglich die üblichen Kolportage-Elemente und eine Vielzahl von Unglaubwürdigkeiten findet.“, so das Lexikon des internationalen Films.

## Bemerkungen
Die Aufnahmen fanden an Originalschauplätzen in Ceylon und im Cinecittà-Studio in Rom sowie in Latium statt. An der Filmproduktion waren Italien, Bundesrepublik Deutschland und Frankreich und als Produktionsfirmen Figet, Paris-Europa Productions und Rapid Film beteiligt. Die Dreharbeiten gingen vom 27. November 1962 bis zum 1. Februar 1963. Die Uraufführung war in Deutschland am 31. Mai 1963.
Der Film ist Teil einer losen Abenteuerreihe des Produzenten Wolf C. Hartwig, deren Handlung meist in Asien angesiedelt ist. Dies war der erste Film, den Lex Barker nach dem Tod seiner vierten Ehefrau Irene Labhardt drehte. Barker sollte auch in einem weiteren Film dieser Reihe mitspielen, Der Fluch des Maharadscha; doch der Film wurde erst Jahre später mit einer anderen Besetzung gedreht.
Die Arbeitstitel für den Film waren: Der Tempelschatz von Ceylon, Sturm über Ceylon, Abenteuer auf Ceylon.
Italienische Quellen führen für den dort als Tempesta su Ceylon aufgeführten Film Giovanni Roccardi als verantwortlichen Regisseur für die italienische Version.
Die deutsche Stimme von Barker ist Wolfgang Eichberger, von Fabrizi Harald Leipnitz, von Ronet Paul Edwin Roth und von Ann Smyrner Ursula Herwig.